# Blastòpor
En la biologia del desenvolupament, el blastòpor és l'obertura que es forma a l'arquènteron durant el desenvolupament embrionari d'un organisme. La distinció entre protòstoms i deuteròstoms està basada en la direcció en què es desenvolupa la boca en relació amb el blastòpor: en els protòstoms, la boca de l'adult deriva del blastòpor embrionari (d'aquí prové el nom del grup), mentre que els deuteròstoms és de neoformació.